# Batina
Batina je vesnice s přístavem, ležící na pravém břehu Dunaje v chorvatském regionu Baranja, 25 km severovýchodně od Osijeku v nadmořská výška 105 m. Administrativně náleží k općině Draž v Osijecko-baranjské župě.
Batina se nachází na hlavní silnici (M 17.1) Osijek-Batina-Bezdan. V roce 1974 zde byl postaven silniční most přes Dunaj, jež v současnosti slouží rovněž jako hraniční přechod. Nejvíce lidí ve vesnici je zaměstnáno na statcích.
Blízká rekreační oblast Zelený ostrov (Zeleni otok) nabízí mnoho příležitostí pro teplé části roku, především vodní sporty. Je rovněž centrem umělecké kolonie Baranja.
Na vrchu Gradac byly nalezeny pozůstatky osídlení z dob střední doby bronzové až po ranou dobu železnou. V roce 1944 se zde odehrála tzv. Batinská operace.